# Partido Democrata da Costa do Marfim
O Partido Democrata da Costa do Marfim (em francês: Parti Démocratique de la Côte d'Ivoire) é um partido político oficialmente fundado em 9 de abril de 1946 por Félix Houphouët-Boigny, agricultor, assistente médico, sindicalista e político franco-marfinense que liderou o movimento pró-independência política da Costa do Marfim sobre o domínio colonial da França e posteriormente serviu como o 1.º presidente do país entre 1960 e 1993.

## Resultados eleitorais

### Eleições presidenciais
| Eleição | Candidato                   | Votos válidos              | %                          | Situação                   |
| ------- | --------------------------- | -------------------------- | -------------------------- | -------------------------- |
| 1960    | Félix Houphouët-Boigny      | 1 641 352                  | 100%                       | Eleito                     |
| 1965    | Félix Houphouët-Boigny      | 1 867 605                  | 100%                       | Eleito                     |
| 1970    | Félix Houphouët-Boigny      | 2 003 046                  | 100%                       | Eleito                     |
| 1975    | Félix Houphouët-Boigny      | 2 404 905                  | 100%                       | Eleito                     |
| 1980    | Félix Houphouët-Boigny      | 2 795 150                  | 100%                       | Eleito                     |
| 1985    | Félix Houphouët-Boigny      | 3 516 524                  | 100%                       | Eleito                     |
| 1990    | Félix Houphouët-Boigny      | 2 445 365                  | 81,68%                     | Eleito                     |
| 1995    | Henri Konan Bédié           | 1 837 154                  | 96,04%                     | Eleito                     |
| 2000    | Henri Konan Bédié           | Promoveu boicote ao pleito | Promoveu boicote ao pleito | Promoveu boicote ao pleito |
| 2010    | Henri Konan Bédié           | 1 165 532                  | 25,24%                     | Não eleito                 |
| 2015    | Alassane Ouattara (apoiado) | 2 618 229                  | 83,66%                     | Eleito                     |
| 2020    | Henri Konan Bédié           | 53 330                     | 1,68%                      | Não eleito                 |

### Eleições parlamentares
| Eleições | Assembleia Nacional | Assembleia Nacional             | Assembleia Nacional | Assembleia Nacional |
| Eleições | Votos válidos       | %                               | Assentos            | +/-                 |
| -------- | ------------------- | ------------------------------- | ------------------- | ------------------- |
| 1960     | 1 586 518           | 100%                            | 70 / 70             | Novo                |
| 1965     | 1 863 005           | 100%                            | 85 / 85             | 15                  |
| 1970     | 1 997 560           | 100%                            | 100 / 100           | 15                  |
| 1975     | 2 390 566           | 100%                            | 120 / 120           | 20                  |
| 1980     | 1 447 572           | 100%                            | 147 / 147           | 27                  |
| 1985     | 1 606 332           | 100%                            | 175 / 175           | 28                  |
| 1990     | 1 324 549           | 71,68%                          | 163 / 175           | 12                  |
| 1995     | Sem dados           | 85,71%                          | 150 / 225           | 13                  |
| 2000–01  | 2 390 566           | 41,78%                          | 94 / 225            | 56                  |
| 2011     | 564 958             | 28,85%                          | 77 / 255            | 17                  |
| 2016     | 1 019 057           | 50,26% (como membro do RHDP)    | 77 / 255            | 0                   |
| 2021     | 602 201             | 22,54% (em coligação com o EDS) | 73 / 255            | 4                   |